# فريدة شتين
فريدة شتين (بالتركية: Feride Çetin)‏ ولدت في 5 نوفمبر 1980، في إسطنبول، وهى ابنة إحدى العائلات المهاجرين من بلغاريا. وقد أنهت دراستها في قسم الإذاعة والتلفزيون بكلية الاتصالات جامعة اسطنبول في عام 2001 ، وعقب ذلك قامت بتحضير الدراسات العليا، والحصول على الماجستير بالإذاعة والتلفزيون في جامعة مرمرة. وهي حاليا طالبة بالدكتوراه، وذلك بعد حصولها على الليسانس من جامعة مرمرة.
وقد كانت فريدة مهتمة بالعمل فيما وراء الكاميرا في الأيام الأولى، وقد عملت باسم أيلا ألجان بمختبر أبحاث المسرح في هذه الفترة، وقد قامت بالعديد من التجارب المسرحية بأسماء هامة، وقد اتخذت العديد من الدروس في ذلك الوقت.
وعقب ذلك أصبحت مساعدة كوتلوغ اتامان، وتم اكتشافها من خلال فيلم الفتاتين، واختيرت لأخذ البطولة بالفيلم. وقد بدأت مغامرة التمثيل، وذلك من خلال شخصية بهية التي جمعت العديد من الاعجابات.
وفي عام 2006 حصلت على جائزة أفضل ممثلة في مهرجان أضنة الذهبي السينمائي الثالث عشر، بأدائها في فيلم الفتاتين. وفي نفس العام حصلت على جائزة ممثلة شابة واعدة بمهرجان أنقرة السينمائي السابع عشر، كما حصلت على جائزة ممثلة سينما واعدة بمهرجان جوائز صدري ألشيك للسينما الحادي عشر، وحصلت على ثلاث جوائز وذلك فيما يخص تمثيلها السينمائي.
وبالإضافة إلى التمثيل، فقد قامت بالتمثيل فيما يقرب من 15 فيلم قصير، وقامت بالعديد من أعمال الترجمة، الصحافة، التفسير والكثير من التجارب الفنية.
تجيد ثلاث لغات وهي: الإنجليزية، والألمانية، والإسبانية. وبعدها قامت فريدة بكتابة العديد من المقالات في كتاب راديكال من وقت لآخر، وفي عام 2011 قامت بتقديم مسلسل الأمهات والبنات الذي تم عرضه في قناة ستار تي في، وقد مثلت فيه شخصية جوليزار.
بالإضافة إلى ذلك، فاز الفيلم بجائزة أفضل فيلم في مهرجان أنطاليا الذهبي البرتقالي الثامن والأربعين في عام 2011، وأعطى الحياة لـفيجان، إحدى الشخصيات الخمس.
وفي عام 2011 بدأت الفنانة بالاهتمام بالأعمال المسرحية، فقد قامت بتجسيد شخصية هيذر فزاكيرلى في مسرحية كذبة داخل كذبة من إنتاج مسرح الأمل.
وفي عام 2013 قامت بإخراج فيلم لال، وألتان دونماز، وقد استعدت لمواجهة الجمهور بهذين الفلمين.

## أفلام سينمائية
- كامين (2013)
- لال (2013)
- عائشة القديسين (2012)
- سنرى يوم جميل (2012)
- الرسول (2008)
- جوميدا (2007)
- الفتاتين (2005)

## المسلسلات التي قامت بتمثيلها
- الأم وبناتها (2011)
- عشق وجزاء (2010)
- أنت كاذب (2009)
- الماضى اغا (2008)
- تذكر يا عزيزي (2007-2008)
- مثل الحلم (2006)
- العودة إلى المنزل (2015-2016 )
- زهرة الثالوث (2019)
- اسمعني (2022)[4]

## المسرحيات
- كذبة داخل كذبة (2011)

## الأفلام التي شاركت بها
- أعرف بعض الملاحظات (2011)
- اتحادات البترول، مستقبل الأعمال (2011)
- 4 شهود
- الألوان المفقودة
- الشوكولاته الألمانية
- المفقود
- المسافة
- الأبراج
- غابة الجنون

## أفلام تلفزيونية
- الاستقلال: شاهين باي 2007

## الجوائز
- مهرجان أضنة الذهبي السينمائي الثالث عشر 2006
  - أفضل ممثلة عن فيلم الفتاتين
- مهرجان أنقرة السينمائي السابع عشر 2006
  - ممثلة شابة واعدة عن فيلم الفتاتين
- جوائز صدري ألشيك للسينما الحادي عشر 2006
  - ممثلة سينما واعدة عن فيلم الفتاتين

## الروابط الداخلية
- عشق وجزاء
- تذكر يا عزيزى [التركية]
- الفتاة الشابة [التركية]

## وصلات خارجية
- فريدة شتين على موقع IMDb (الإنجليزية)
- فريدة شتين على موقع روتن توميتوز (الإنجليزية)
- فريدة شتين على موقع ألو سيني (الفرنسية)
- فريدة شتين على موقع قاعدة بيانات الفيلم (الإنجليزية)
- فريدة شتين على موقع كينوبويسك (الروسية)

- المقالة المنشورة بالكتاب
- المقالة المنشورة بالكتاب 2
- المقالة المنشورة بالكتاب 3
- [ http://www.evrensel.net/news.php?id=22949]